# ONE CHANCE
ONE CHANCE（ワンチャンス、略称:ワンチャン）は、かつて存在した日本のダンス&ヴォーカルGIRLグループである。2018年結成、2020年解散。所属事務所はエイベックス・マネジメント。

## 概要
2018年7月1日、HP上で活動開始を発表。同24日メンバーが発表（森・清水・久冨・熊代・平野・小栗・一岡・武内・羽田・西田の10名）され、同29日に開催された『六本木アイドルフェスティバル2018』で初お披露目となった。
2019年5月22日、同年6月30日をもって小栗の活動終了が発表され、メンバーは9名となった。
同年7月22日、Mt.RAINIER HALL SHIBUYA PLEASURE PLEASUREにて初ワンマンライブを開催した。
2020年10月17日、新宿ReNYにてラストライブを開催、同31日をもって解散した。

## メンバー
公式サイトにおけるプロフィール、過去の実績をもとに記述。
2022年11月1日の時点で、解散時メンバーのなかでエイベックスを離れたのは、森、清水、久冨、熊代、一岡、武内、羽田、西田である。

### 解散時のメンバー
| 氏名       | 読み              | 出身地   | 生年月日               | 血液型 | 担当                    | 備考 |
| ---------- | ----------------- | -------- | ---------------------- | ------ | ----------------------- | --- |
| 森瑠菜     | もり るな         | 大阪府   | 1996年2月29日（29歳）  | O型    | サブボーカル&ダンス担当 | 元BsGirlsメンバー エイベックス・アーティストアカデミー 大阪校出身 |
| 清水涼子   | しみず りょうこ   | 神奈川県 | 1994年5月15日（31歳）  | B型    | サブボーカル&ダンス担当 | 元エレファンク庭メンバー（2021年2月 - 2025年5月） 2021年1月1日に芸名を長谷川怜に改名 元BELINDA エイベックス・アーティストアカデミー 東京校出身                                                     |
| 久冨愛莉   | ひさとみ あいり   | 福岡県   | 2000年4月18日（25歳）  | O型    | サブボーカル&ダンス担当 | 元TiiiMOメンバー （2021年1月 - 2021年7月） エイベックス・アーティストアカデミー 福岡校出身 |
| 熊代珠琳   | くましろ じゅりん | 大阪府   | 1997年12月31日（27歳） | B型    | サブボーカル&ダンス担当 | リーダー 元GEMメンバー |
| 平野沙羅   | ひらの さら       | 兵庫県   | 1999年1月18日（26歳）  | O型    | サブボーカル&ダンス担当 | 元GEMメンバー |
| 一岡杏奈   | いちおか あんな   | 東京都   | 1998年1月30日（27歳）  | A型    | メインボーカル          | 元エレファンク庭メンバー（2024年4月1日 - 2025年5月） 元BlooDyeメンバー （2020年12月 - 2022年3月） 元Mr.&Ms."Crazy" エイベックス・アーティストアカデミー 東京校出身 元BEYOOOOONDSの一岡伶奈は実妹。 |
| 武内杏樹   | たけうち あんじゅ | 東京都   | 1994年7月4日（31歳）   | O型    | サブボーカル&ダンス担当 | 元BELINDA エイベックス・アーティストアカデミー 東京校出身 |
| 羽田聡里   | はねだ さとり     | 大阪府   | 1996年12月20日（28歳） | AB型   | サブボーカル&ダンス担当 | 元ARCUS エイベックス・アーティストアカデミー 大阪校出身 フジテレビ制作「ワンナイR&R」内ゴリエ杯チアダンス選手権のチャンピオンである「パワフルエンジェル」のメンバー                                |
| 西田ひらり | にしだ ひらり     | 静岡県   | 2001年6月30日（24歳）  | O型    | メインボーカル          | 元GEMメンバー |

### 元メンバー
| 氏名     | 読み        | 出身地 | 生年月日             | 血液型 | 担当                    | 備考                                |
| -------- | ----------- | ------ | -------------------- | ------ | ----------------------- | ----------------------------------- |
| 小栗かこ | おぐり かこ | 愛知県 | 1998年1月2日（27歳） | A型    | サブボーカル&ダンス担当 | 元GEMメンバー 2019年6月30日活動終了 |

## 略歴
公式サイトにおけるニュース、スケジュールに基づいて記述。

### 2018年
- 7月1日、公式サイト上で活動開始を発表。
- 7月24日、公式サイト上でメンバー発表。
- 7月29日、『六本木アイドルフェスティバル2018』にて初お披露目。
- 8月25日、『a-nation 2018東京公演』にオープニングアクトとして出演[9]。
- 12月8日、『COOL JAPAN FEST 2018 in台湾』に出演[10]。

### 2019年
- 5月1日、『クレイジーダンスバトル』（BSテレ東）に出演[11]。
- 6月30日、小栗かこが活動終了[3]。9名体制になる。
- 7月22日、初ワンマンライブ開催[4]。
- 9月4日、「I want you bad」の配信を開始し、初となるミュージックビデオを公開[12]。

### 2020年
- 8月24日、 公式サイト上で同年10月31日をもってグループの活動を終了し、解散することを発表[5]。
- 10月17日、ラストライブ開催。
- 10月31日、解散。

### 2021年
- 春、1stミニアルバムを発売予定[13]。

## 作品

### サブスクリプション配信
| # | タイトル                             | 配信日        |
| - | ------------------------------------ | ------------- |
| 1 | ステイハングリー、ステイフーリッシュ | 2018年7月25日 |
| 2 | 殴られてもいい                       | 2018年9月5日  |
| 3 | Don't think, feel                    | 2018年10月3日 |
| 4 | 私には夢がある                       | 2019年1月30日 |
| 5 | I want you bad                       | 2019年9月4日  |

## ライブ・イベント

### ワンマンライブ
| 公演日  | 公演名                                         | 会場                                      | 備考    |
| ------- | ---------------------------------------------- | ----------------------------------------- | ------- |
| 7月22日 | 1st LIVE〜ステイハングリー、ステイフーリッシュ | Mt.RAINIER HALL SHIBUYA PLEASURE PLEASURE | 2回公演 |

| 公演日   | 公演名                                | 会場     | 備考                                                                         |
| -------- | ------------------------------------- | -------- | ---------------------------------------------------------------------------- |
| 7月18日  | ONE CHANCE Online Summer Live         | -        | 清水・武内・羽田・熊代・一岡の5名が出演。無観客ライブをmu-moライヴで生配信。 |
| 7月23日  | ONE CHANCE 2nd anniversary party 2020 | -        | 2回公演。無観客ライブをSHOWROOMプレミアムライブで生配信。                    |
| 10月17日 | ONE CHANCE 〜LAST LIVE〜              | 新宿ReNY | 1回公演。 mu-moライヴで生配信。                                              |

## 出演
ゲスト出演を除く

### テレビ
- クレイジーダンスバトル（2019年5月1日、BSテレ東）[11]

### ラジオ
- 〜DJ KOO Presents〜 BEAT GOES ON（2019年1月25日 - 6月7日、FM-FUJI） - アシスタントMC[20]

### WEB
- わんちゃんねる（2019年9月28日 -2020年10月10日 、SHOWROOM）

### MV
- HIKAKIN&SEIKIN  ｢夢｣ （2019年）[21]。
- Lucky Kilimanjaro「太陽」（2020年） - 平野が出演[22]。